# Димес
Дѝмес (на гръцки: Δύμες) е село в Кипър, окръг Лимасол. Според статистическата служба на Република Кипър през 2001 г. селото има 164 жители.
Намира се на 4 km южно от Киперунта.